# Elisa Ochoa
Elisa Rosales Ochoa (Butuán, Filipinas, 3 de diciembre de 1897 - Butuán, Filipinas, 20 de septiembre de 1978) fue una enfermera, sufragista y política filipina. Primera mujer elegida para el Congreso de Filipinas en el año 1941.

## Biografía
Nació en Butuán, que pertenecía en aquella época a la provincia de Agusan. Sus padres eran Canuto Rosales y Ramona Villanueva, En 1915,  completó sus estudios de Enfermería en el Hospital General de Filipinas. Se casó con Enrique Ochoa, un médico y estuvo varios años trabajando en diferentes hospitales como enfermera.
En 1934, volvió a estudiar para graduarse en secundaria y en 1936 obtuvo un título de asociado de artes de la Universidad Nacional de Filipinas. Después de aprobar un examen de servicio civil para superintendentes de enfermería en el año 1939, Ochoa se matriculó en Derecho.

### Primera mujer en el Congreso de Filipinas
En 1937, el derecho al sufragio se extendió a las mujeres filipinas después de la aprobación de una ley vía plebiscito. Ochoa Interrumpió sus estudios en Derecho para regresar a casa y formar parte de la Asamblea Nacional representando a la provincia de Agusan. Las elecciones para la Cámara de Representantes de Filipinas se celebraron el 11 de noviembre de 1941 y Ochoa fue la primera mujer en la Cámara.
Ochoa no pudo cumplir su mandato. Menos de un mes después de su elección, comenzó la invasión japonesa de Filipinas, y la Asamblea Nacional no pudo reunirse hasta que se reorganizó bajo el control japonés en 1943. Sin embargo, Ochoa intentó cumplir con sus deberes oficiales como miembro del Congreso. Fue activa en labores humanitarios durante la Segunda Guerra Mundial. Después de la restauración del gobierno de la Mancomunidad Filipina bajo la presidencia de Sergio Osmeña, Ochoa retomó sus deberes como la congresista debidamente elegida de Agusan.
El período de Ochoa finalizó en 1946, y ella no fue elegida para el 1.er Congreso de Filipinas, elegido ese año. Aun así, permaneció en el servicio público, como asistente técnico presidencial sobre temas de salud para los presidentes Ramón Magsaysay y Carlos P. García. También ayudó a establecer una escuela para matronas en su ciudad nativa de Butuán.
Murió el 20 de septiembre de 1978 a los 80 años. Está enterrada en Butuán.

## Premios y reconocimientos
- Un hospital en la ciudad de Butuán lleva su nombre: Elisa R Ochoa Memorial Maternity and General Hospital.[4]
- La escuela de matronas, lleva también su nombre: Elisa R. Ochoa Northern Mindanao School of Midwifery.[5]